# Jan van Maanen
Jan van Maanen (Meteren, 1976) is een Nederlands cabaretier, zanger, kleinkunstenaar, pianist, dirigent en beeldend kunstenaar.
Jan van Maanen groeide op in Meteren en verhuisde op zijn tiende jaar naar Utrecht. In Utrecht ontdekte hij de muziekbibliotheek en raakte sterk geïnteresseerd in muziekpartituren en klavieruittreksels. Aan het Koninklijk Conservatorium in Den Haag studeerde hij orkestdirectie en kerkorgel. Ook volgde hij verschillende masterclasses bij beroemde dirigenten en orkesten. Na zijn conservatoriumopleiding werkte hij in de wereld van de klassieke muziek als dirigent, pianist, zanger en componist.

## Opera
Jan van Maanen dirigeerde onder andere Opera Spanga en Opera Zuid. Ook schreef hij enkele kleine opera's en was hij initiatiefnemer van Weekend Opera Utrecht. Sinds 2012 is hij ook artistiek leider van Weekend Opera Utrecht in Muziekcentrum Vredenburg. In januari 2015 verzorgde hij samen met het Residentie Orkest het Nieuwjaarsconcert. In februari 2016 debuteerde hij als dirigent in de gouden zaal van de Wiener Musikverein. Sinds april 2017 is hij chefdirigent van de Staatsopera van Varna in Bulgarije.

## Cabaret
In 2010 was hij winnaar van de Wim Sonneveldprijs en publieksprijs bij het Amsterdams Kleinkunst Festival. In het seizoen 2010-2011 volgden voorstellingen in het kader van de AKF finalistentournee. Hij startte daarna met de One Jan show in De Kleine Komedie. Hij werd door recensenten wel 'Uitvinder van het retro-cabaret' genoemd en zijn stijl werd daarbij vergeleken met Van Maanens voorbeelden Toon Hermans, Wim Sonneveld en Wim Kan. De titel van zijn tweede programma Voor alles is een verwijzing naar het motto 'Leven en laten leven'. In deze voorstelling wordt hij geassisteerd door Vivianne van den Boom, die chaos op het toneel creëert.
In 2017 verscheen een cd Meer met liedjes uit zijn eerste twee cabaretvoorstellingen.

## Programma's
- Voor Alles (2017)
- Voor het zingen (2014)
- One Jan show (2011)

## Cd
- Meer, EAN 9789491283406